# Kalan Wali
Kalan Wali is een stad en gemeente in het district Sirsa van de Indiase staat Haryana. 

## Demografie
Volgens de Indiase volkstelling van 2001 wonen er 25.155 mensen in Kalan Wali, waarvan 53% mannelijk en 47% vrouwelijk is. De plaats heeft een alfabetiseringsgraad van 57%. 